# Selden, Kansas
Selden là một thành phố thuộc quận Sheridan, tiểu bang Kansas, Hoa Kỳ. Năm 2010, dân số của xã này là 219 người.

## Dân số
Dân số các năm:
- Năm 2000: 201 người
- Năm 2010: 219 người